# Jan Bukowiecki
Jan Bukowiecki herbu Ogończyk (zm. przed 5 listopada 1783) – miecznik radomski w 1775 roku, wojski mniejszy radomski w latach 1768–1775, skarbnik radomski w 1768 roku, subdelegat grodzki radomski.
Deputat województwa sandomierskiego na Trybunał Główny Koronny w 1779 roku.